# Rijksheerlijkheid Gimborn en Neustadt
Gimborn-Neustadt was een tot de Nederrijns-Westfaalse Kreits behorende rijksheerlijkheid binnen het Heilige Roomse Rijk.

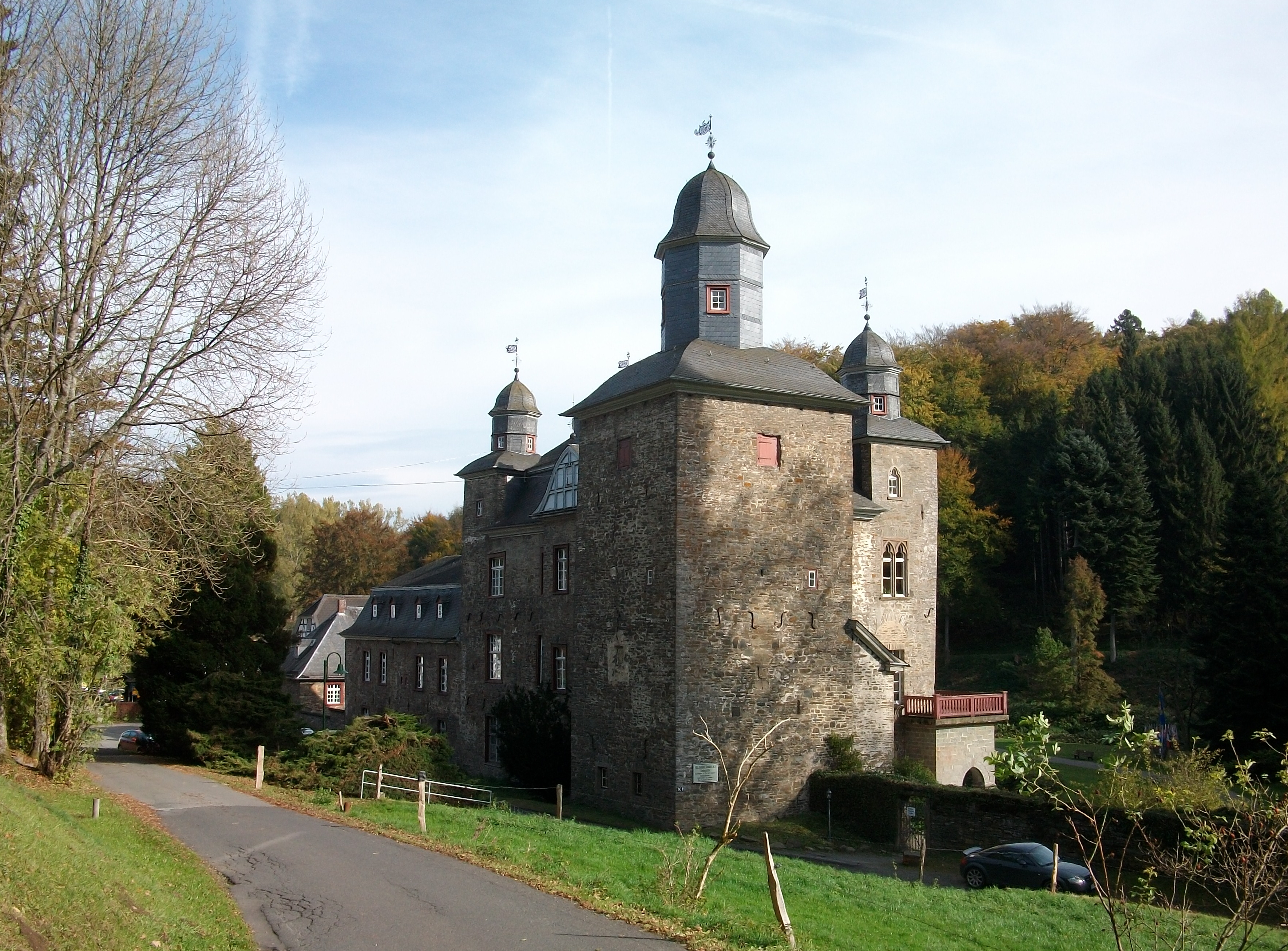
Slot Gimborn

Gimborn (bij Marienheide) is een slot en Neustadt (Bergneustadt) een stadje. Beide zijn gelegen in het district Oberbergischer Kreis in de deelstaat Noordrijn-Westfalen.
Het is niet bekend uit welke tijd de voormalige waterburcht dateert, waar de heren van Gimborn resideerden.
In 1237 wordt de burcht door graaf  Adolf van Berg verpand aan graaf Engelbert van de Mark en in de vijftiende eeuw wordt zij in leen gehouden van St. Gereon in Keulen.
De burcht maakt uiteindelijk deel uit van het graafschap Mark, dat sinds 1614 met het keurvorstendom Brandenburg verbonden is.
Na het uitsterven van de familie Gimborn, volgen de families Kruwell, van Burtscheid, Nesselrode, Quade (Quadt) en Harff.
Door het huwelijk van Anna van Harff in 1550 met vrijheer Willem van Schwarzenberg komt de heerlijkheid in die familie. Het gebied wordt tot in deze tijd dan ook Schwarzenberger Land genoemd. Wegens de verdiensten van de legerleider Willem van Schwarzenberg in de oorlog tegen de Turken wordt de familie in 1599 in de rijksgravenstand verheven.
Adam van Schwarzenberg, diplomaat in dienst van de keurvorst van Brandenburg verovert op eigen kosten de dorpen Gummersbach, Strombach, Obergelpe, Rospe, Bernberg, Kalsbach en Müllenbach. De keurvorst van Brandenburg verordent dan als graaf van Mark dat deze dorpen voortaan onder de jurisdictie van Gimborn vallen. In 1621 vergroot de keurvorst het gebied nog met de dorpen Ründeroth, Lieberhausen en Wiedenest met Neustadt (Bergneustadt). In 1630 doet de keurvorst afstand van het gezag over de dorpen en in 1631 beleent de keizer de graaf met de dorpen, waardoor het gebied rijksvrij is geworden. Daarna volgt er een contrareformatie.
In de Dertigjarige Oorlog verliest graaf Adam het vertrouwen van de keurvorst wegens zijn pro Oostenrijkse houding en hij eindigt zijn leven in 1641 als gevangene in Spandau. Zijn zoon Johan Adolf vlucht naar Wenen en laat de heerlijkheid door tirannieke ambtenaren besturen. In 1670 wordt de familie tot rijksvorst verheven.
In 1782 verkoopt de graaf van Schwarzenberg de heerlijkheid aan de Britse en Hannoverse generaal Johan Lodewijk, graaf van Wallmoden, een onwettige zoon van koning George II van Groot-Brittannië. Deze wordt vervolgens in 1783 door de keizer verheven tot rijksgraaf van Wallmoden-Gimborn.
In de Rijnbondakte van 12 juli 1806 wordt de heerlijkheid Gimborn-Neustadt in artikel 24 onder de soevereiniteit van het groothertogdom Berg gesteld: de mediatisering.
Het Congres van Wenen kent het groothertogdom Berg met de heerlijkheid Gimborn-Neustadt toe aan het koninkrijk Pruisen.
Regenten
| regering  | naam                     | geboren    | overleden  | familie       |
| --------- | ------------------------ | ---------- | ---------- | ------------- |
| 1600-1641 | Adam                     | 19-8-1583  | 14-3-1641  |               |
| 1641-1682 | Johan Adolf              | 20-9-1615  | 26-5-1682  | zoon          |
| 1683-1703 | Frederik Willem Eusebius | 2-4-1652   | 22-10-1703 | zoon          |
| 1703-1732 | Adam Frans Karel         | 25-9-1680  | 11-6-1732  | zoon          |
| 1732-1782 | Jozef Adam               | 15-12-1722 | 17-2-1782  | zoon          |
| 1782-1783 | Johan                    | 3-7-1742   | 5-11-1789  | zoon          |
| 1783-1806 | Johan Lodewijk           | 22-4-1736  | 10-10-1811 | van Wallmoden |